# Nighttime for the generals
Nighttime for (the) generals is een lied Crosby, Stills, Nash & Young. Ze brachten het in 1988 uit op een single die nummer 39 bereikte van de rocklijst van Billboard.
Het is een stevig rockend nummer dat werd geschreven door David Crosby en Craig Doerge. In de tekst zet Crosby zich af tegen het decadente leven van generaals en leden van de CIA. Er is een belangrijke rol weggelegd voor het gitaargeluid van Stephen Stills en Neil Young.
Het nummer kwam ook op American dream te staan, het reüniealbum van het viertal. In het geval van Crosby was dit een van zijn sterkste nummers op dit album volgens AllMusic. Het verscheen in de jaren erna ook nog op verschillende live-albums van Crosby als solo-artiest.